# Lis Møller (litteraturhistoriker)
Lis Møller (født 1955) er en dansk litteraturhistoriker, dr.phil. og lektor i litteraturhistorie ved Aarhus Universitet. Hun har skrevet om psykoanalyse, æstetikteori og litteraturhistorie med fokus på romantikken. Modtager af Georg Brandes-Prisen for 2011 for sin doktordisputats Erindringens poetik. 